# Jean-Marc Di Meglio
Jean-Marc Di Meglio est un physicien français né en 1958, spécialiste de la physique de la matière molle, professeur à l'Université Paris-Cité.

## Biographie
Diplômé de l'ESPCI ParisTech (97e promotion), Jean-Marc Di Meglio étudie les microémulsions et les films de molécules tensioactives. En 1984 il soutient sa thèse d'Etat en physique de l'université Pierre-et-Marie-Curie sur la flexibilité du film interfacial dans les cristaux liquides lyotropes (c'est-à-dire formés par des suspensions aqueuses concentrées de tensioactifs), encadrée par Maya Dvolaitzky et Christiane Taupin. Il travaille ensuite au centre de recherche de la société ExxonMobil comme research assistant de  l'Université de Pennsylvanie avant d'intégrer le CNRS dans le laboratoire de Pierre-Gilles de Gennes au Collège de France où il étudie le mouillage et les phénomènes capillaires avec David Quéré et Élie Raphaël. En 1994, il est nommé professeur de physique à l'Université de Strasbourg et chercheur à l'Institut Charles Sadron. Il s'intéresse aux films de savon, aux bulles, aux mousses, à la matière granulaire, aux colloïdes et aux vésicules. Devenu en 2002 professeur à l'Université Paris Diderot, il dirigea le laboratoire Matière et Systèmes Complexes de 2005 à 2009. Ses recherches portent notamment sur la biomécanique, il a étudié par exemple la locomotion du ver C. Elegans. Depuis 2025, il est membre fondateur avec Florence Gazeau du nouveau laboratoire « Nanomédecine, Biologie Extracellulaire, Intégratome et Innovation en Santé » (NABI) de l'Université Paris Cité.
Jean-Marc Di Meglio est membre honoraire de l'Institut Universitaire de France (promotion 1998). De 2011 à 2018, il a été éditeur en chef de The European Physical Journal E.